# Englerocharis
Englerocharis é um género botânico pertencente à família Brassicaceae.